# Tournée des quatre tremplins 2024-2025
Navigation
Édition précédente Édition suivante
La 73e édition de la tournée des quatre tremplins se déroule du 28 décembre 2024 au 6 janvier 2025.
La tournée des quatre tremplins (en allemand : Vierschanzentournee) est une compétition de saut à ski. Elle a lieu annuellement depuis 1953 sur quatre tremplins différents, deux en Allemagne et deux en Autriche, autour du nouvel an.
Ce tournoi revêt une très grande importance aux yeux des spécialistes de la discipline du saut à ski.

## Attribution des points
Le classement de la tournée des quatre tremplins est établi en additionnant les points obtenus à chaque saut (longueur et notes de style), ceux qui servent à déterminer le classement de chaque épreuve de saut à ski quelles qu'elles soient.
Chaque concours de cette tournée comptent également pour la coupe du monde de saut à ski 2024-2025 et apportent aux concurrents des points selon les mêmes modalités que les autres concours : 100 points au premier, 80 au deuxième... et un point au 30e.

## Les tremplins
| \| [[Fichier:Alps location map.png\\|600px\\|{{#if:\\|{{{alt}}}\\|Tournée des quatre tremplins 2024-2025 est dans la page Alpes.]]Oberstdorf Garmisch-Partenkirchen Innsbruck Bischofshofen Tournée des quatre tremplins 2024-2025 (Alpes) \| |
| [[Fichier:Alps location map.png\|600px\|{{#if:\|{{{alt}}}\|Tournée des quatre tremplins 2024-2025 est dans la page Alpes.]]Oberstdorf Garmisch-Partenkirchen Innsbruck Bischofshofen Tournée des quatre tremplins 2024-2025 (Alpes)           |

## Calendrier
| q | Qualification | C | Concours |

| Évènements           | Calendrier | Calendrier | Calendrier | Calendrier | Calendrier | Calendrier | Calendrier | Calendrier | Calendrier | Calendrier | Calendrier |
| Évènements           | 28         | 29         | 30         | 31         | 1          | 2          | 3          | 4          | 5          | 6          |            |
| Évènements           | Décembre   | Décembre   | Décembre   | Décembre   | Janvier    | Janvier    | Janvier    | Janvier    | Janvier    | Janvier    |            |
|                      |            |            |            |            |            |            |            |            |            |            |            |
| Oberstdorf HS 137    | q          | C          |            |            |            |            |            |            |            |            |            |
| Garmisch HS 142      |            |            |            | q          | C          |            |            |            |            |            |            |
| Innsbruck HS 128     |            |            |            |            |            |            | q          | C          |            |            |            |
| Bischofshofen HS 142 |            |            |            |            |            |            |            |            | q          | C          |            |
|                      |            |            |            |            |            |            |            |            |            |            |            |

## Classements
|      | \| Rang \| Nom \| Points \| \| ---- \| -------------------- \| ------ \| \| 1 \| Daniel Tschofenig \| 1194.4 \| \| 2 \| Jan Hörl \| 1193.0 \| \| 3 \| Stefan Kraft \| 1190.3 \| \| 4 \| Johann André Forfang \| 1154.2 \| \| 5 \| Gregor Deschwanden \| 1151.9 \| \| 6 \| Pius Paschke \| 1134.0 \| \| 7 \| Michael Hayböck \| 1128.6 \| \| 8 \| Paweł Wąsek \| 1109.3 \| \| 9 \| Maximilian Ortner \| 1107.3 \| \| 10 \| Anže Lanišek \| 1099.0 \| |        |
| Rang | Nom | Points |
| 1    | Daniel Tschofenig | 1194.4 |
| 2    | Jan Hörl | 1193.0 |
| 3    | Stefan Kraft | 1190.3 |
| 4    | Johann André Forfang | 1154.2 |
| 5    | Gregor Deschwanden | 1151.9 |
| 6    | Pius Paschke | 1134.0 |
| 7    | Michael Hayböck | 1128.6 |
| 8    | Paweł Wąsek | 1109.3 |
| 9    | Maximilian Ortner | 1107.3 |
| 10   | Anže Lanišek | 1099.0 |

### Tableau récapitulatif
| Étape | Lieu          | Épreuve | Date             | Vainqueur         | Deuxième           | Troisième         | Leader de la Tournée |
| ----- | ------------- | ------- | ---------------- | ----------------- | ------------------ | ----------------- | -------------------- |
| 1     | Oberstdorf    | HS 137  | 29 décembre 2024 | Stefan Kraft      | Jan Hörl           | Daniel Tschofenig | Stefan Kraft         |
| 2     | Garmisch      | HS 142  | 1er janvier 2025 | Daniel Tschofenig | Gregor Deschwanden | Michael Hayböck   | Daniel Tschofenig    |
| 3     | Innsbruck     | HS 128  | 4 janvier 2025   | Stefan Kraft      | Jan Hörl           | Daniel Tschofenig | Stefan Kraft         |
| 4     | Bischofshofen | HS 142  | 6 janvier 2025   | Daniel Tschofenig | Jan Hörl           | Stefan Kraft      | Daniel Tschofenig    |

### Résultats officiels
1. ↑  (en) « FIS Four Hill Tournament (FIS) : Men's Overall Standing », sur fis-ski.com, 6 janvier 2025 (consulté le 7 janvier 2025).
2. ↑  (en) « Oberstdorf (GER) : Men's Large Hill HS137 », sur fis-ski.com, 29 décembre 2024 (consulté le 1er janvier 2025).
3. ↑  (en) « Garmisch-Partenkirchen (GER) : Men's Large Hill HS142 », sur fis-ski.com, 1er janvier 2025 (consulté le 1er janvier 2025).
4. ↑  (en) « Innsbruck (AUT) : Men's Large Hill HS128 », sur fis-ski.com, 4 janvier 2025 (consulté le 6 janvier 2025).
5. ↑  (en) « Bischofshofen (AUT) : Men's Large Hill HS142 », sur fis-ski.com, 6 janvier 2025 (consulté le 7 janvier 2025).
6. ↑  (en) « Oberstdorf (GER) : Men's Large Hill HS137 », sur fis-ski.com, 28 décembre 2024 (consulté le 1er janvier 2025).
7. ↑  (en) « Garmisch-Partenkirchen (GER) : Men's Large Hill HS142 », sur fis-ski.com, 31 décembre 2024 (consulté le 1er janvier 2025).
8. ↑  (en) « Innsbruck (AUT) : Men's Large Hill HS128 », sur fis-ski.com, 3 janvier 2025 (consulté le 6 janvier 2025).
9. ↑  (en) « Bischofshofen (AUT) : Men's Large Hill HS142 », sur fis-ski.com, 5 janvier 2025 (consulté le 7 janvier 2025).